# Udaipur (Rajasthan)
Udaipur és una ciutat i capital del districte de Mewar a l'estat de Rajasthan, l'Índia, a pocs quilòmetres al nord de Chawand.

## Descripció
Fou la capital històrica de l'antic Regne rajput de Mewar. Situada a la vall alta del Berach, subafluent del Ganges, és un centre comercial, agrícola i industrial (tèxtil, química i artesania). Des del 1962, disposa d'una universitat. Té aeroport. Fundada per Udai Sing el 1567, substituí Chitor com a capital del Regne rajput de Mevar (anomenat des d'aleshores Regne d'Udaipur) fins a la integració a l'estat del Rajasthan el 1948. Actualment, té uns límits força més reduïts que els de l'antic regne. Conserva diversos palaus, residències i temples. Hi sobresurten el palau d'Udaipur i el Jag Niwas, situat en una petita illa dins el llac Pichola. També hi destaca el temple Jagdish.